# Neosalanx brevirostris
Neosalanx brevirostris är en fiskart som först beskrevs av Pellegrin 1923.  Neosalanx brevirostris ingår i släktet Neosalanx och familjen Salangidae. IUCN kategoriserar arten globalt som otillräckligt studerad. Inga underarter finns listade i Catalogue of Life.